# Districte de Mecúfi
El Districte de Mecúfi és un districte de Moçambic, situat a la província de Cabo Delgado. Té una superfície 1.254 kilòmetres quadrats. En 2015 comptava amb una població de 48.503 habitants. Limita al nord amb el municipi de Pemba i amb el districte de Pemba-Metuge, a l'oest amb el districte d'Ancuabe, al sud i sud-oest amb el districte de Chiúre i a l'est amb l'oceà Índic.

## Divisió administrativa
El districte està dividit en dos postos administrativos (Mecúfi i Murrébuè), compostos per les següents localitats:
- Posto Administrativo de Mecúfi:
  - Mecúfi,
  - Sambane
- Posto Administrativo de Murrébuè:
  - Murrébuè,
  - Naueia